# سلستینا پوپا
سلستینا پوپا (به انگلیسی: Celestina Popa) ژیمناست زادهٔ ۱۲ ژوئیهٔ ۱۹۷۰ میلادی اهل کشور رومانی است.